# 角耳雪锉蛤
，是莺蛤目狐蛤科雪锉蛤属的一种。主要分布于印度尼西亚、中国大陆、台湾，常栖息在潮间带至潮下带20米砂砾底浅海，以足丝附着在石块、岩石上，亦可脱落足丝自由生活。